# Ахмет-султан
Ахме́т Султа́н (2-я половина XV века — март 1509) — казахский султан. Внук хана Жанибека, сын султана Жаныша.

## Борьба с Шейбанидами
Осенью 1508 года казахский султан Ахмед, сын влиятельного султана Жаныша, собрал 50-тысячное войско и отправился в поход на земли Шибанидов. Как говорится в «Михман-наме-йи Бухара», он стремился завоевать Мавераннахр и направил свою армию к Самарканду и Бухаре. Эти города оказались под серьезной угрозой.
Шибанидские султаны, включая Убайдаллах-султана, племянника правителя Мухаммеда Шейбани-хана, встревожились и немедленно сообщили о надвигающейся опасности. В тот момент сам Шейбани-хан находился в Хорасане, ведя войну с Тимуридами. Узнав о казахском походе, он срочно прекратил осаду тимуридских крепостей, пересек Амударью и вернулся в Мавераннахр.
Ахмед-султан, узнав, что войска Шейбани-хана уже заняли позиции в Самаркандской и Бухарской областях, решил отступить. Однако перед этим он совершил набег на несколько населенных пунктов, включая округ Куфин и крепость Дабуси. В результате несколько тысяч жителей были захвачены в плен, а их имущество и скот стали добычей казахского войска. После этого Ахмед-султан с войском пересек Бухарскую степь, переправился через Сырдарью у крепости Узгенд и благополучно вернулся в свои владения к Жаныш-султану.
Этот поход стал поводом для ответного вторжения Шейбани-хана в Казахское ханство. Его кампанию подробно описал Фазлаллах ибн Рузбихан Исфахани, который принимал участие в этом походе.
Первой целью узбекского войска стал улус Жаныш-султана, находившийся неподалеку от Сыгнака. Жаныш-султан был отцом Ахмед-султана, который ранее совершил поход в Мавераннахр. Однако сам Мухаммед Шейбани-хан не участвовал в нападении. Разбив свою ставку в местности Кара-Абдал, он направил в набег отряды под командованием Суйунчи-Ходжа-хана, Кучкунчи-султан и Хамза-султана. В авангарде находилась личная гвардия Убайдаллах-султана.
Жаныш-султан получил неверные сведения о силах Шибанидов. Он полагал, что против него выступили лишь войска правителя Ташкента Суйунчи-Ходжа-хана, и принял решение сражаться без союзников. Казахи «для отражения грабежа и ради защиты своих семей отправились на бой». По словам Фазлаллаха ибн Рузбихана Исфахани, численность казахских воинов превышала тридцать тысяч человек, а с учетом их слуг и подчиненных достигала ста тысяч.
Сражение оказалось ожесточенным. Казахи «ради чести и достояния, семьи и воинской славы проявили чрезвычайное старание и усердие». Однако численное превосходство узбеков сыграло свою роль. В решающий момент в битву вступила личная гвардия Мухаммед Шейбани-хана под командованием его сына, Мухаммеда Тимур-султана. Это предопределило исход сражения, казахи потерпели тяжелое поражение.
Сын Жаныш-султана, Ахмед-султан, был захвачен в плен, будучи тяжело раненым. Его передали Хамза-султану, который «был самым старшим из султанов и фактическим главнокомандующим войск ханского величества». В отместку за убийство своего брата, погибшего годом ранее от рук Жаныш-султана, Хамза-султан приказал обезглавить плененного казахского султана и отправить его голову Мухаммеду Шейбани-хану.